# 上田博
上田 博（うえだ ひろし、1940年9月30日 - 2018年11月11日）は、日本の日本近代文学研究者。学位は、博士（文学）（立命館大学・論文博士・1996年）（学位論文「石川啄木<抒情と思想>」）。立命館大学名誉教授。国際啄木学会元会長。明治文芸講演会主宰。歌誌「ポトナム」同人。国崎望久太郎・和田繁二郎に師事。大阪府出身。

## 経歴
- 1964年 立命館大学文学部日本文学科卒業
- 高校教諭を経て、立命館大学大学院文学研究科博士課程満期退学
- 1980年 京都橘女子大学助教授
- 1983年 立命館大学文学部教授
- 1996年 「石川啄木<抒情と思想>」で立命館大学より博士（文学）の学位を取得。
- 2006年 立命館大学退職、名誉教授。

## 著書
- 『啄木・小説の世界』（双文社） 1980
- 『石川啄木の文学』（桜楓社、近代の文学） 1987
- 『石橋湛山・文芸社会評論家時代』（三一書房） 1991
- 『昭和史の正宗白鳥 自由主義の水脈』（武蔵野書房） 1992
- 『石川啄木・抒情と思想』（三一書房） 1994 - 第9回岩手日報文学賞（石川啄木賞）受賞
- 『啄木について』（和泉書院） 1996
- 『風呂で読む牧水』（世界思想社） 1996
- 『尾崎行雄・議会の父と与謝野晶子』（三一書房） 1998
- 『石川啄木 時代閉塞状況と「人間」』（三一書房） 2000
- 『与謝野寛・晶子 心の遠景』（嵯峨野書院） 2000
- 『石川啄木歌集全歌鑑賞』（おうふう） 2001
- 『食卓の津波 上田博歌集』（白楊書院、ポトナム叢書） 2006
- 『まるごと小説は面白い』（晃洋書房） 2006

### 共編著
- 『石川啄木』（今井泰子共編、角川書店、鑑賞現代日本文学） 1982
- 『石川啄木と北原白秋 思想と詩語』（中島国彦共編、有精堂出版、日本文学研究資料新集） 1989
- 『啄木文学選 小説編』（和泉書院、新注近代文学シリーズ） 1989
- 『啄木評論の世界』（田口道昭共著、世界思想社） 1991
- 『日本文学と人間の発見』（宮岡薫, 国末泰平, 安森敏隆共編、世界思想社） 1992
- 『童話 金魚のお使い』（与謝野晶子、古沢夕起子共編、和泉書院） 1994
- 『童話 環の一年間』（与謝野晶子、古沢夕起子共編、和泉書院） 1994
- 『与謝野晶子を学ぶ人のために』（富村俊造共編、世界思想社） 1995
- 『作家の随想 石川啄木』（日本図書センター） 1996
- 『石川啄木』（日本図書センター、作家の自伝） 1997
- 『日本近代文学を学ぶ人のために』（木村一信, 中川成美共編、世界思想社） 1997
- 『春のかぜ我にあつまる 与謝野晶子詩集』（古澤夕起子共編、啓文社） 1997
- 『近代短歌を学ぶ人のために』（安森敏隆共編、世界思想社） 1998
- 『明治文芸館』全5巻（瀧本和成共編、嵯峨野書院） 1999 - 2005
- 『路傍の草花に 石川啄木詩歌集』（編、嵯峨野書院） 1999
- 『別離』（若山牧水、明治書院、和歌文学大系） 2000
- 『大正文学史』（田辺匡, 国末泰平, 滝本和成共編、晃洋書房） 2001
- 『新しい短歌鑑賞 尾上柴舟・石川啄木』（和田周三共著、晃洋書房） 2002
- 『きしのあかしや 木下杢太郎随筆』（日本図書センター） 2002
- 『サフラン 沈黙と思索の世界へ 随想選』（チャールズ・フォックス、瀧本和成共編、嵯峨野書院） 2002
- 『明治の結婚小説』（編、おうふう） 2004
- 『現代に甦る知識人たち』（鈴木良, 広川禎秀共編、世界思想社） 2005
- 『大正の結婚小説』（編、おうふう） 2005
- 『昭和の結婚小説』（編、おうふう） 2006
- 『明治の職業往来 名作に描かれた明治人の生活』（池田功共編、世界思想社） 2007
- 『小説の中の先生』（池田功, 前芝憲一共編、おうふう） 2008
- 『ポトナムの歌人』（安森敏隆共編、晃洋書房、ポトナム叢書） 2008
- 『「職業」の発見 転職の時代のために』（池田功共編、世界思想社） 2009
- 『木下杢太郎の世界へ』（池田功, 木内英実, 古澤夕起子共編、おうふう） 2012